# 17984 Ахантоніолі
17984 Ахантоніолі (17984 Ahantonioli) — астероїд головного поясу, відкритий 10 травня 1999 року.
Тіссеранів параметр щодо Юпітера — 3,353.